# Moby Dick 5
Moby Dick 5 (ムーの白鯨?, Mū no Hakugei) letteralmente "La balena bianca di Mu", è un anime prodotto nel 1980 da Tokyo Movie Shinsha in 26 episodi. La serie è stata trasmessa in Giappone a partire da aprile 1980 dal network Yomiuri TV e in Italia nel 1983 da Italia 1 e da varie reti locali.

## Trama
30 000 anni fa sulla Terra esistevano due grandi imperi, Mu e Atlantide, che si combattevano per il predominio sul pianeta. La guerra fu tremenda e generò un cataclisma che portò alla distruzione dell'impero di Mu che sprofondò nell'oceano con tutti i suoi abitanti. Anche Atlantide però uscì sconfitta dalla guerra, visto che lo stesso cataclisma scagliò l'intero continente nello spazio.
Ora Atlantide, viaggiando nello spazio come un'enorme astronave, si sta avvicinando di nuovo alla Terra: i suoi abitanti sono rimasti addormentati per tutti questi secoli in attesa di riprendere la guerra e le sue truppe sono già sul pianeta in avanscoperta. A questo punto scatta però il piano di emergenza che l'antico re di Mu (ora reincarnatosi in una grande balena bianca) aveva concepito. Aiutato dalla figlia Madora, che per sopravvivere in tutti questi secoli si è trasformata in una cyborg, e dalle cinque reincarnazioni dei suoi più valorosi guerrieri, il re di Mu dovrà affrontare battaglie cruente per sconfiggere definitivamente Zarkon, malvagio imperatore di Atlantide.

## Edizione italiana

### Sigla
La sigla iniziale e finale della versione italiana, dal titolo "Moby Dick 5", musica, testo e arrangiamento di Riccardo Zara è cantata da I Cavalieri del Re ed è stata incisa sul singolo Moby Dick 5/Le avventure di Gamba.

### Doppiaggio
| Personaggi         | Voce giapponese     | Voce italiana         |
| ------------------ | ------------------- | --------------------- |
| Ken Shirogane      | Junichi Takeoka     | Massimiliano Manfredi |
| Manabu Shirokawa   | Kazuhiko Inoue      | Corrado Conforti      |
| Rei Shiratori      | Sachiko Chijimatsu  | Susanna Fassetta      |
| Madora             | Rihoko Yoshida      | Gabriella Andreini    |
| Imperatrice Condra | Toshiko Sawada      | Pinella Dragani       |
| Platos             | Toshio Furukawa     | Teo Bellia            |
| Ra-Male            | Mami Koyama         | Gabriella Andreini    |
| Ramù               | Toshiya Sugita      | Maurizio Reti         |
| Padre Di Ken       | - non disponibile - | Oliviero Dinelli      |
| Miù                | Youko Kuri          | Susanna Fassetta      |
| Bakkus             | Takeshi Watabe      | Maurizio Reti         |
| Mameru             | - non disponibile - | Massimo Corizza       |

## Episodi
L'anime è stato prodotto in 26 episodi, trasmessi per la prima volta in Giappone a partire dal 4 aprile 1980 ed in Italia dal 2 al 27 febbraio 1983 su Italia 1 nel contenitore Bim bum bam.
| Nº | Titolo italiano Giapponese 「Kanji」 - Rōmaji                                               | In onda           | In onda          |
| Nº | Titolo italiano Giapponese 「Kanji」 - Rōmaji                                               | Giapponese        | Italiano         |
| 1  | Il risveglio della balena bianca 「白鯨めざめる!」 - hakugei mezameru !                     | 4 aprile 1980     | 2 febbraio 1983  |
| 2  | I figli di Mu 「ムーの子供たち」 - mu no kodomo tachi                                       | 11 aprile 1980    | 3 febbraio 1983  |
| 3  | La patria perduta 「失われた故郷」 - ushinawa reta kokyō                                    | 18 aprile 1980    | 4 febbraio 1983  |
| 4  | Il mondo di 30.000 anni fa 「3万年前の世界」 - 3 mannen mae no sekai                        | 25 aprile 1980    | 5 febbraio 1983  |
| 5  | La balena bianca e i 5 guerrieri 「白鯨と5人の戦士」 - hakugei to 5 nin no senshi           | 2 maggio 1980     | 6 febbraio 1983  |
| 6  | La sconfitta della balena bianca 「白鯨 敗れる!」 - hakugei yabure ru !                     | 9 maggio 1980     | 7 febbraio 1983  |
| 7  | La balena bianca si trasforma 「変身!! 白鯨」 - henshin!! hakugei                           | 16 maggio 1980    | 8 febbraio 1983  |
| 8  | Il segreto di Madora 「マドーラの秘密」 - madora no himitsu                                 | 23 maggio 1980    | 9 febbraio 1983  |
| 9  | Alla ricerca di Olyhalcon 「オリハルコンを探せ!」 - oriharukon wo sagase!                   | 30 maggio 1980    | 10 febbraio 1983 |
| 10 | Segni misteriosi sulla terra 「ナスカ 謎の地上絵」 - nasuka nazo no chijō e                 | 6 giugno 1980     | 11 febbraio 1983 |
| 11 | Il triangolo delle Bermude 「魔のバミューダ海域」 - ma no bamyuda kaiiki                    | 13 giugno 1980    | 12 febbraio 1983 |
| 12 | La preistoria è fra noi 「生きていた古代竜」 - iki teita kodai ryū                          | 20 giugno 1980    | 13 febbraio 1983 |
| 13 | Abbiamo trovato Olyhalcon 「見つけたぞ! オリハルコン」 - mitsu ketazo! oriharukon           | 27 giugno 1980    | 14 febbraio 1983 |
| 14 | L'antica città dell'Atlantide 「南極の古代都市」 - nankyoku no kodai toshi                  | 4 luglio 1980     | 15 febbraio 1983 |
| 15 | Addio 5 guerrieri 「さらば!5人の戦士たち」 - saraba! 5-nin no senshi-tachi                  | 11 luglio 1980    | 16 febbraio 1983 |
| 16 | Le lacrime della balena bianca 「白鯨の涙」 - hakugei no namida                             | 18 luglio 1980    | 17 febbraio 1983 |
| 17 | L'origine di Ra-Male 「ラ・メールの正体」 - ra . meru no shōtai                             | 25 luglio 1980    | 18 febbraio 1983 |
| 18 | Il risveglio di Zargon il demonio 「ザルゴン、悪魔の復活」 - zarugon, akuma no fukkatsu     | 1º agosto 1980    | 19 febbraio 1983 |
| 19 | La balena bianca vaga per l'universo 「白鯨、宇宙に舞い立つ」 - hakugei, uchū ni mai tatsu  | 8 agosto 1980     | 20 febbraio 1983 |
| 20 | Atlantide il pianeta del terrore 「恐怖のアトランティス大陸」 - kyōfu no atorantisu tairiku | 15 agosto 1980    | 21 febbraio 1983 |
| 21 | La tragedia di Ra-Male 「戦士、ラ・メールの悲劇」 - senshi, ra . meru no higeki             | 22 agosto 1980    | 22 febbraio 1983 |
| 22 | La morte di Condra 「女帝コンドラの死」 - onna mikado kondora no shi                        | 29 agosto 1980    | 23 febbraio 1983 |
| 23 | Platos il traditore 「反逆者、プラトス」 - hangyakusha, puratosu                            | 5 settembre 1980  | 24 febbraio 1983 |
| 24 | La tragedia d'amore di Platos 「プラトス・愛の悲劇」 - puratosu . ai no higeki              | 12 settembre 1980 | 25 febbraio 1983 |
| 25 | La battaglia decisiva 「決戦! ラ・ムー対ザルゴン」 - kessen! ra . mu tsui zarugon           | 19 settembre 1980 | 26 febbraio 1983 |
| 26 | Verso un mondo d'amore 「翔べ! 愛の世界へ」 - tobe! ai no sekai he                          | 26 settembre 1980 | 27 febbraio 1983 |